# Ameloblasto

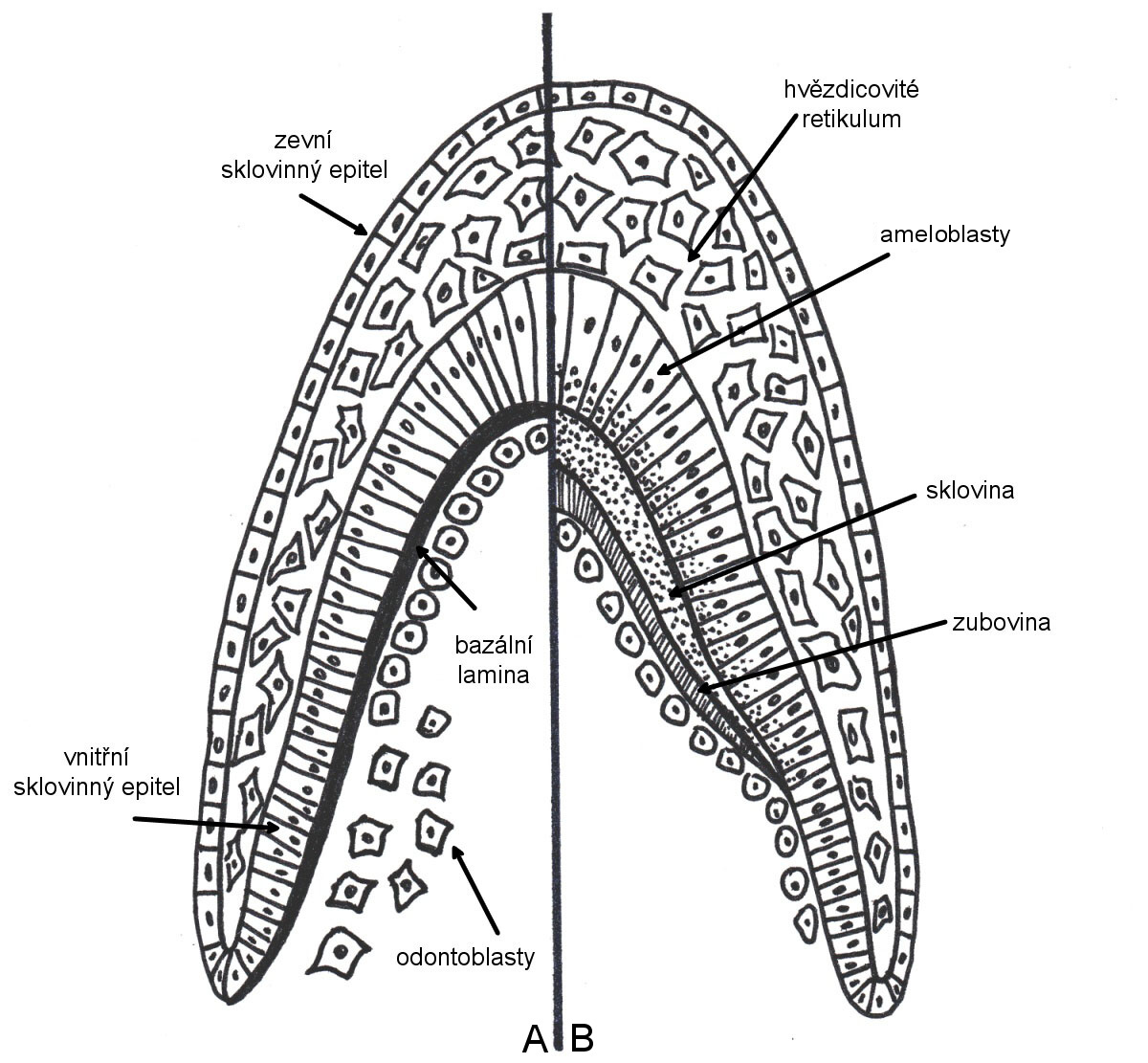
Ameloblastos

Los ameloblastos son células encargadas de la formación y organización del esmalte dental. Poseen una prolongación con la cual secretan el esmalte, esta prolongación es llamada "proceso ameloblástico" o "proceso de Tomes". Para la formación del esmalte se requieren 6 periodos, los cuales son:
1. Etapa morfogénica: presenta pre-ameloblastos
2. Etapa de diferenciación: presenta ameloblastos jóvenes
3. Etapa de secreción: presenta ameloblastos secretores
4. Etapa de maduración
5. Etapa de protección: presenta ameloblastos absortivos
6. Etapa desmolítica: presenta ameloblastos involutivos

La célula hacia delante secreta la formación de prismas (varillas de hidroxiapatita que forman el esmalte y van desde el límite amelodentinario hasta la superficie del esmalte) y hacia el lado secretan interprismas (estructuras que le dan permeabilidad al esmalte y posee, material inorgánico (cristales de fosfato de calcio y carbonato de calcio), orgánico (proteínas amorfas como: enamelinas y amelogeninas) y agua. Presentan prolongaciones citoplasmáticas (fibrillas de Tomes). Durante su secreción el ameloblasto descansa cada 7 días, formando líneas incrementales en el esmalte. La destrucción mineral del ameloblasto es un estudio constante de la cariología
- Datos: Q351499